# 回吻
《回吻》是戲畫於2016年3月25日發售的戀愛冒險類型成人遊戲。2017年4月13日由Entergram發售PlayStation 4和PlayStation Vita遊戲版本。2018年12月20日發售任天堂Switch遊戲版本。

## 故事簡介
立石總司因為父母工作的關係和妹妹搬回了以前曾居住的光葉台，當總司整理行李告一段落去便利商店買東西時，和青梅竹馬五之谷奏撫再次相遇。隔天上學時，除了和奏撫同班外，也有了新的相遇。

## 登場角色
立石總司
作品男主角。光葉台學園二年級生。以前因為父母用接吻代替打招呼，所以對青梅竹馬五之谷奏撫和羽耶音姐妹也採取同樣的做法。
五之谷奏撫（聲：東條美和子）
總司的青梅竹馬與同班同學。很擅於照顧人。小時候便喜歡總司，但知道總司喜歡姐姐羽耶音而不敢透露自己的心事。
五之谷羽耶音（聲：あじ秋刀魚）
總司的青梅竹馬與學姐，網球社社員，總司的初戀對象。不擅於作家事，但製作可麗餅的手腕相當高明。
雙葉咲希
總司的同班同學與班長，網球社的社長。擅於與人交流。成績優秀且運動萬能的優等生。跟唯梨是沒有血緣關係的姐妹，起初和唯梨相見時不知道怎麼和她相處，之後唯梨因為看到自己優秀的一面後感到開心，便一直努力回應唯梨的期待。實際上有缺乏幹勁的一面。
雙葉唯梨（聲：萌花ちょこ）
總司的學妹，跟咲希是沒有血緣關係的姐妹。總司搬離前便和他認識，將總司當作哥哥一般仰慕。
立石真由里（聲：空氣無子）
PS4、PSV、Switch版攻略對象。總司的妹妹。和唯梨初次見面後便成為好友。很依賴總司，

## 主題曲
片頭曲「One Kiss One Love」
作詞：RUCCA，作曲、編曲：岩橋星實，主唱：佐咲紗花
插入曲「Snow Symphony」
作詞：RUCCA，作曲、編曲：藤永龍太郎，主唱：櫻川惠
片尾曲「ANNIVERSARY」
作詞：森永桐子，作曲、編曲：羽鳥風畫，主唱：安田瑞穗

## 評價
《回吻》在Getchu.com的2016年3月銷量榜上排名第9名、全年排名第23名。於「萌系遊戲大賞」2016年3月的月間賞獲得第5名。

## 外部連結
- 回吻遊戲官網（页面存档备份，存于）（日語）
- PS4、PSV、Switch版本遊戲官網（页面存档备份，存于）（日語）